# Krywiacz
Krywiacz (biał. Крывяч; ros. Кривяч) – chutor na Białorusi, w obwodzie brzeskim, w rejonie łuninieckim, w sielsowiecie Bostyń, przy Łunińskim Rezerwacie Biologicznym i w pobliżu Jeziora Czarnego.